# Amphoropycnium
Amphoropycnium är ett släkte av svampar. Amphoropycnium ingår i divisionen sporsäcksvampar och riket svampar.